# Nastassja Kinski
Nastassja Kinski (Nastassja vagy Anastasiya Nakszynski) (Nyugat-Berlin, 1961. január 24. –) Golden Globe-díjas német színésznő, Klaus Kinski lánya.

## Élete és pályafutása
1961-ben (más források szerint 1959-ben vagy 1960-ban) született Nyugat-Berlinben, a híres színész, a családja révén lengyel gyökerekkel is rendelkező Klaus Kinski és az író Ruth Brigitte Tocki lányaként (eredeti családnevük Nakszynski volt). 
13 éves korában már Wim Wenders Téves mozdulat című filmjében szerepelt, majd német televíziók foglalkoztatták – sikerrel, hisz több, gyerekszínésznek járó díjjal jutalmazták. Kamaszkorában azonban olyannyira elhidegült apjától, hogy otthagyta iskoláit, elköltözött és modellnek állt. Egy külföldi fotózáson találkozott a nála 28 évvel idősebb Roman Polańskival, akivel összeköltözött, és segítségével folytathatta színművészeti tanulmányait, többek között a New York-i Actors' Studioban.
Az Amerikai Egyesült Államokban az 1979-ben készült Polanski-film, az Egy tiszta nő révén vált ismertté. Következő fontosabb filmje a brit Tony Richardson Hotel New Hampshire című 1984-es rendezése volt – ebben egy medvebőrbe bújva játszott. Később Wim Wenders foglalkoztatta az 1980-as évek szexszimbólumává vált színésznőt.
Magyarországon is forgatott: a Gárdos Éva rendezésében készült 2001-es Amerikai rapszódiában játszott egy magyar származású anyát.

## Magánélete
1984-ben született első fia, Aljosha, akinek Vincent Spano az édesapja. Ugyanebben az évben hozzáment Ibrahim Moussa egyiptomi producerhez, akitől született egy lánya, Sonja. Ő ma modellként dolgozik. Moussától való különválása után Quincy Jones zeneszerző–producer partnere lett, akitől Kenya Julia nevű, később szintén divatmodellé vált lánya született.

## Filmográfia

### Film
| Év   | Magyar cím                       | Eredeti cím                                      | Szerep                        | Magyar hang         |
| ---- | -------------------------------- | ------------------------------------------------ | ----------------------------- | ------------------- |
| 1975 | Téves mozdulat                   | Falsche Bewegung                                 | Mignon                        | Kovács Nóra         |
| 1976 |                                  | To the Devil a Daughter                          | Catherine Beddows             |                     |
| 1978 |                                  | Leidenschaftliche Blümchen                       | Deborah Collins               |                     |
| 1978 | Maradj meg ilyennek              | Così come sei                                    | Francesca                     | Pálmai Anna         |
| 1979 | Egy tiszta nő                    | Tess                                             | Tess Durbeyfield              | Csonka Ibolya       |
| 1981 | Szívbéli                         | One from the Heart                               | Leila                         | Ősi Ildikó          |
| 1982 | Párducemberek                    | Cat People                                       | Irena Gallier                 | Csellár Réka        |
| 1982 | Párducemberek                    | Cat People                                       | Irena Gallier                 | Nagy-Németh Borbála |
| 1983 | Tavaszi szimfónia                | Spring Symphony                                  | Clara Wieck                   | Görbe Nóra          |
| 1983 | Villanófényben (Védtelenül)      | Exposed                                          | Elizabeth Carlson             |                     |
| 1983 | Holdfény a csatorna felett       | La Lune dans le caniveau                         | Loretta Channing              | Papp Ági            |
| 1983 | Holdfény a csatorna felett       | La Lune dans le caniveau                         | Loretta Channing              | Zakariás Éva        |
| 1984 | Maradok hűtlen híve              | Unfaithfully Yours                               | Daniella Eastman              | Vándor Éva          |
| 1984 | Maradok hűtlen híve              | Unfaithfully Yours                               | Daniella Eastman              | Györgyi Anna        |
| 1984 |                                  | The Hotel New Hampshire                          | Susie a medve                 |                     |
| 1984 | Párizs, Texas                    | Paris, Texas                                     | Jane Henderson                | Nyakó Júlia         |
| 1984 | Mária szerelmei                  | Maria's Lovers                                   | Maria Bosic                   | Kovács Nóra         |
| 1985 |                                  | Harem                                            | Diane                         |                     |
| 1985 | Amerika fegyverben               | Revolution                                       | Daisy McConnahay              | Kisfalvi Krisztina  |
| 1985 | Amerika fegyverben               | Revolution                                       | Daisy McConnahay              | Kéri Kitty          |
| 1987 | A szerelem betege                | Maladie d'amour                                  | Juliette                      | Gajai Ágnes         |
| 1988 |                                  | Magdalene                                        | Magdalene                     |                     |
| 1989 | Tavaszi vizek                    | Torrents of Spring                               | Maria Nikolaevna Polozov      | Kovács Nóra         |
| 1989 |                                  | In una notte di chiaro di luna                   | Joëlle Lavoisier              |                     |
| 1990 |                                  | Il segreto                                       | Lucia                         |                     |
| 1990 | Éjszakai nap                     | The Sun Also Shines at Night                     | Cristina                      | Kováts Adél         |
| 1991 | Megalázottak és megszomorítottak | Humiliated and Insulted                          | Natasha                       |                     |
| 1991 |                                  | L'alba                                           | Karin                         |                     |
| 1992 |                                  | In camera mia                                    | Nastienka                     |                     |
| 1993 | A szőke lány                     | La bionda                                        | Christine                     |                     |
| 1993 | Távol és mégis közel             | In weiter Ferne, so nah!                         | Raphaela                      |                     |
| 1994 | Könnyen vedd a halált!           | Crackerjack                                      | Katia 'K.C.' Koslovska        | Kisfalvi Krisztina  |
| 1994 | Végsebesség                      | Terminal Velocity                                | Chris Morrow / Krista Moldova | Fehér Anna          |
| 1996 |                                  | Somebody Is Waiting                              | Charlotte Ellis               |                     |
| 1997 | Apák napja                       | Fathers' Day                                     | Collette Andrews              | Orosz Anna          |
| 1997 | Egy fiú titka                    | Little Boy Blue                                  | Kate West                     |                     |
| 1997 | Egyéjszakás kaland               | One Night Stand                                  | Karen                         | Kovács Nóra         |
| 1998 | A megmentő                       | Savior                                           | Maria Rose                    | Mohácsi Nóra        |
| 1998 | Egy erkölcstelen mese            | Your Friends & Neighbors                         | Cheri                         | Ullmann Zsuzsa      |
| 1998 | Susan terve                      | Susan's Plan                                     | Susan Holland                 | Balázs Ágnes        |
| 1998 | Susan terve                      | Susan's Plan                                     | Susan Holland                 | Németi Emese        |
| 1998 | Szeress, ha tudsz!               | Playing by Heart                                 | ügyvédnő                      | Ullmann Zsuzsa      |
| 1998 |                                  | Ciro norte (rövidfilm)                           | Venus                         |                     |
| 1999 | Az elveszett fiú                 | The Lost Son                                     | Deborah                       | Kéri Kitty          |
| 1999 | A betolakodó                     | The Intruder                                     | Badge Muller                  | Fehér Anna          |
| 2000 | A hullámok rabjai                | The Magic of Marciano                            | Katie                         | Kovács Nóra         |
| 2000 | A skarlát betűs levelek          | Red Letters                                      | Lydia Davis                   |                     |
| 2000 | Aranybánya                       | The Claim                                        | Elena Dillon                  |                     |
| 2001 | A jégszívű                       | Cold Heart                                       | Linda Cross                   | Kovács Nóra         |
| 2001 | Félrelépősdi                     | Town & Country                                   | Alex                          |                     |
| 2001 | Amerikai rapszódia               | An American Rhapsody                             | Margit                        | Ősi Ildikó          |
| 2001 | Egy szexőrült naplója            | Diary of a Sex Addict                            | Dr. Jane terapeuta            |                     |
| 2001 | A titok fogságában               | Say Nothing                                      | Grace                         |                     |
| 2001 |                                  | Beyond the City Limits                           | Misha                         |                     |
| 2002 | Gyilkosság.com                   | .com for Murder                                  | Sondra                        | Major Melinda       |
| 2003 | Meglelt éden                     | Paradise Found                                   | Mette Gauguin                 |                     |
| 2004 | Saját képére                     | À ton image                                      | Mathilde                      | Kovács Nóra         |
| 2006 | Inland Empire                    | Inland Empire                                    | a hölgy                       |                     |
| 2012 |                                  | Il turno di notte lo fanno le stelle (rövidfilm) | Sonia                         |                     |
| 2013 | Menekülés                        | Sugar                                            | Nadia nővér                   |                     |

### Televízió
| Év   | Magyar cím              | Eredeti cím                                       | Szerep                  | Megjegyzések                                                        |
| ---- | ----------------------- | ------------------------------------------------- | ----------------------- | ------------------------------------------------------------------- |
| 1977 | Tetthely                | Tatort                                            | Sina                    | 1 epizód                                                            |
| 1977 |                         | Notsignale                                        | ismeretlen szerep       | 1 epizód                                                            |
| 1996 | Danielle Steel: A gyűrű | The Ring                                          | Ariana von Gotthard     | tévéfilm                                                            |
| 1996 |                         | The Great War and the Shaping of the 20th Century | Rosa Luxemburg (hangja) | dokumentum-minisorozat (1 epizód)                                   |
| 1997 | Bella Maffia            | Bella Mafia                                       | Sophia Luciano          | tévéfilm                                                            |
| 2000 | Viharos vakáció         | A Storm in Summer                                 | Gloria Ross             | - tévéfilm - magyar hangja: - Zakariás Éva                          |
| 2000 | Kínos közösködés        | Time Share                                        | Dr. Julia Weiland       | tévéfilm                                                            |
| 2000 | Karantén                | Quarantine                                        | Dr. Galen Bronty        | tévéfilm                                                            |
| 2001 | Rettegésben             | Blind Terror                                      | Susan                   | - tévéfilm - magyar hangja: - Pálfi Kata                            |
| 2001 | Amíg világ a világ      | The Day the World Ended                           | Dr. Jennifer Stillman   | tévéfilm                                                            |
| 2001 | A körzet                | The District                                      | Trish                   | 1 epizód                                                            |
| 2002 | Ha kimondod a nevem     | All Around the Town                               | Karen Grant             | tévéfilm                                                            |
| 2003 | Veszedelmes viszonyok   | Les Liaisons dangereuses                          | Madame Maria de Tourvel | - minisorozat (2 epizód) - magyar hangja: - Kiss Virág Magdolna     |
| 2004 | Muskétás kisasszony     | La Femme Musketeer                                | Lady Bolton             | - minisorozat (2 epizód) - magyar hangja: - Vándor Éva - Fehér Anna |

## Fontosabb díjak és jelölések
- 1981
  - jelölés – Golden Globe-díj a legjobb női főszereplőnek – filmdráma (Egy tiszta nő)
  - megnyert díj – Golden Globe-díj az év színésznő felfedezettjének (Egy tiszta nő)